# 鈴木イザ
鈴木 イザ（すずき いざ、1993年12月22日 - ）は、日本の女性ファッションモデルである。群馬県出身。

## 人物
趣味はダンス。特技はサッカー。長所はあきらめずやりとげる、健康。好きなブランドはセシルマクビー、INGNI。好きな有名人は安室奈美恵。好きな言葉はLOVE